# 慈愛苑

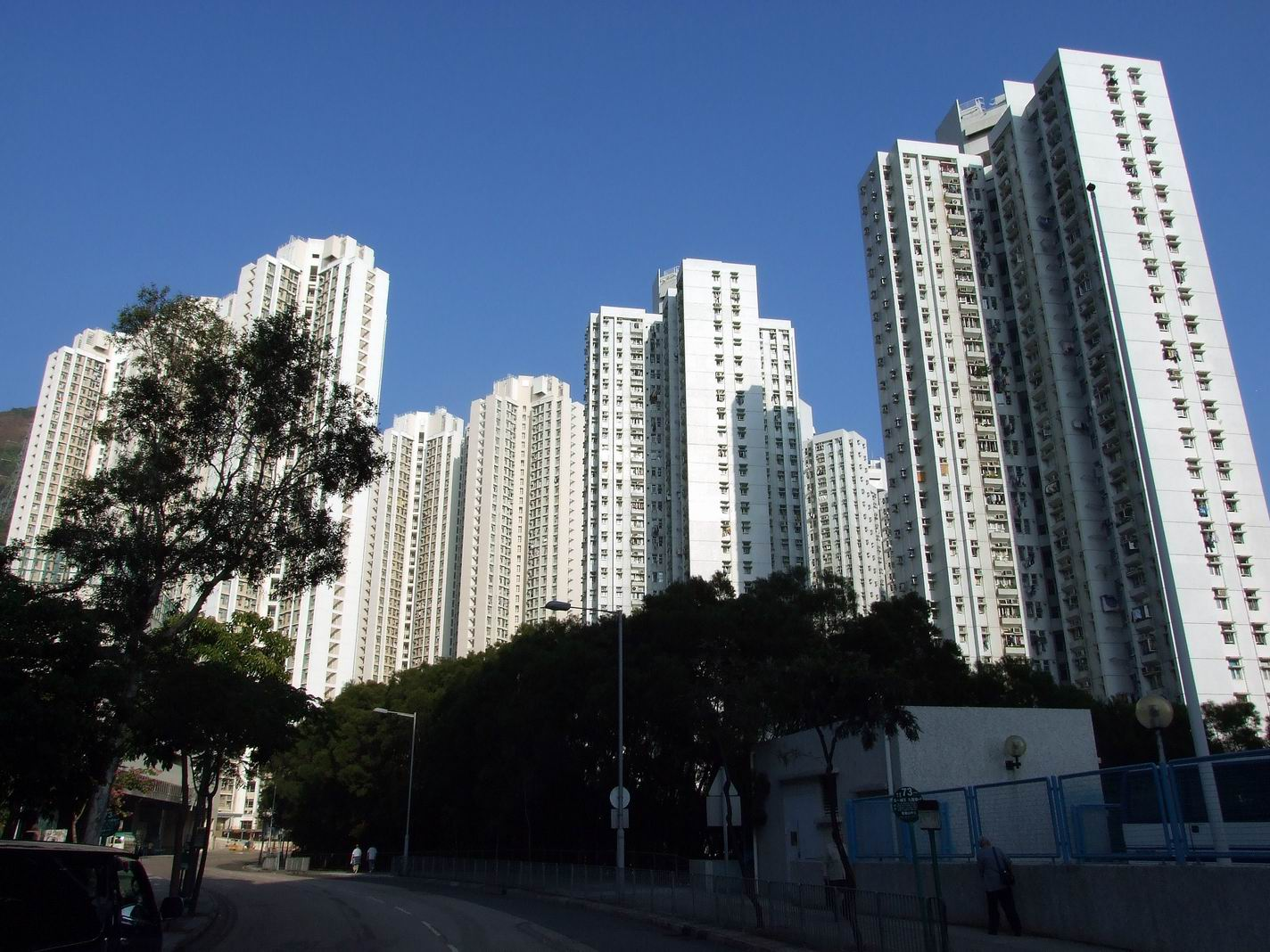
慈愛苑西面

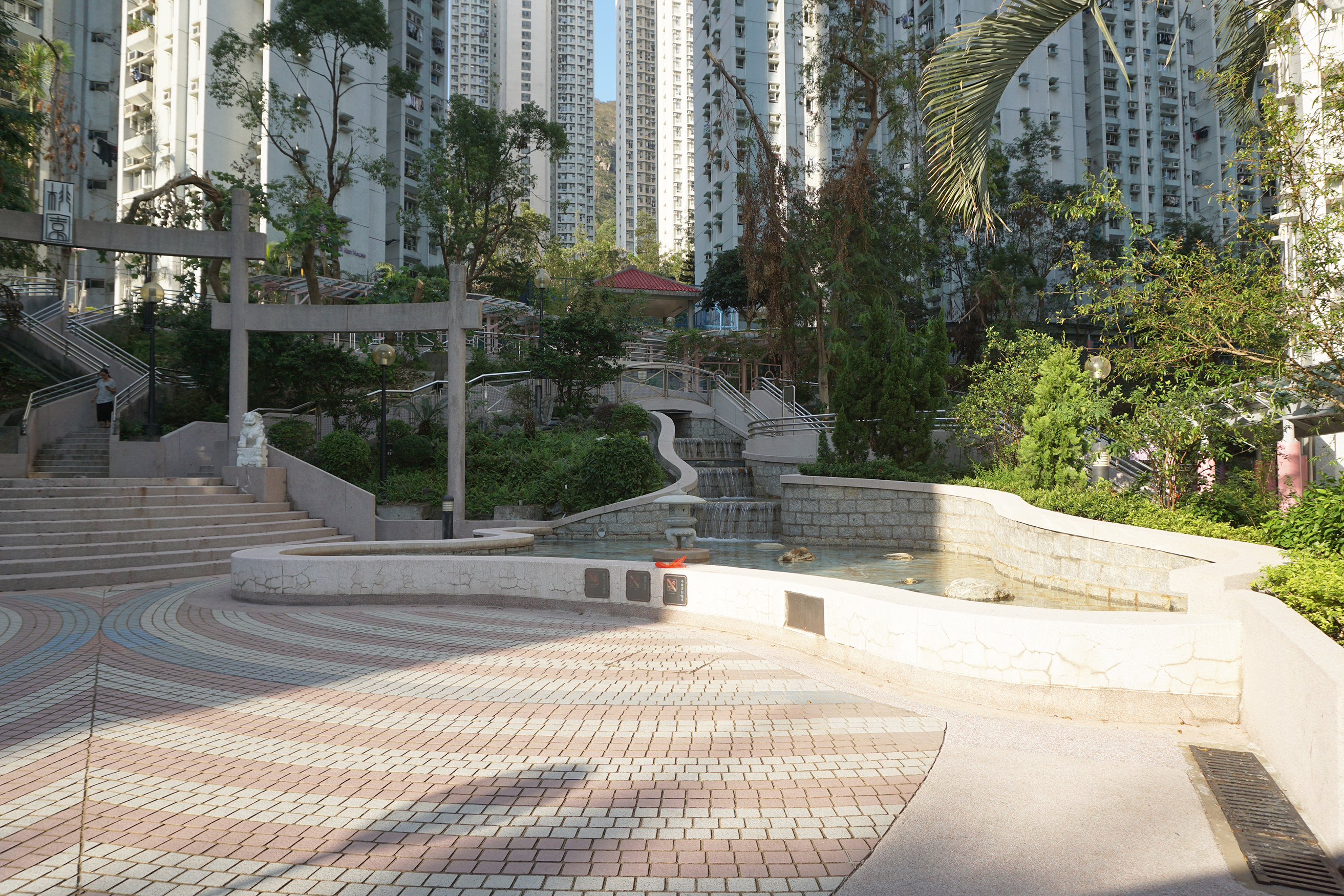
名為「桃園」的園林及水池

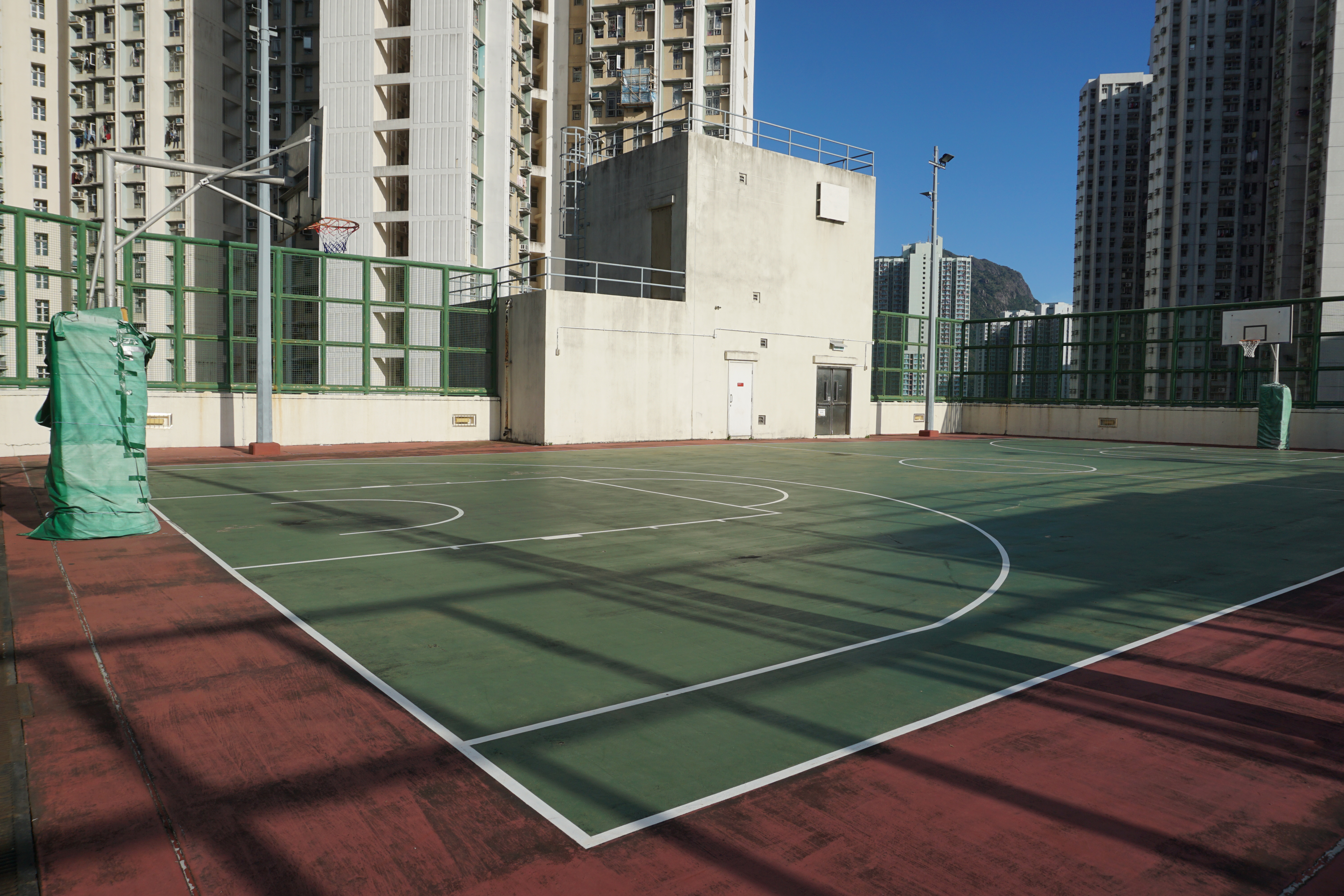
籃球場

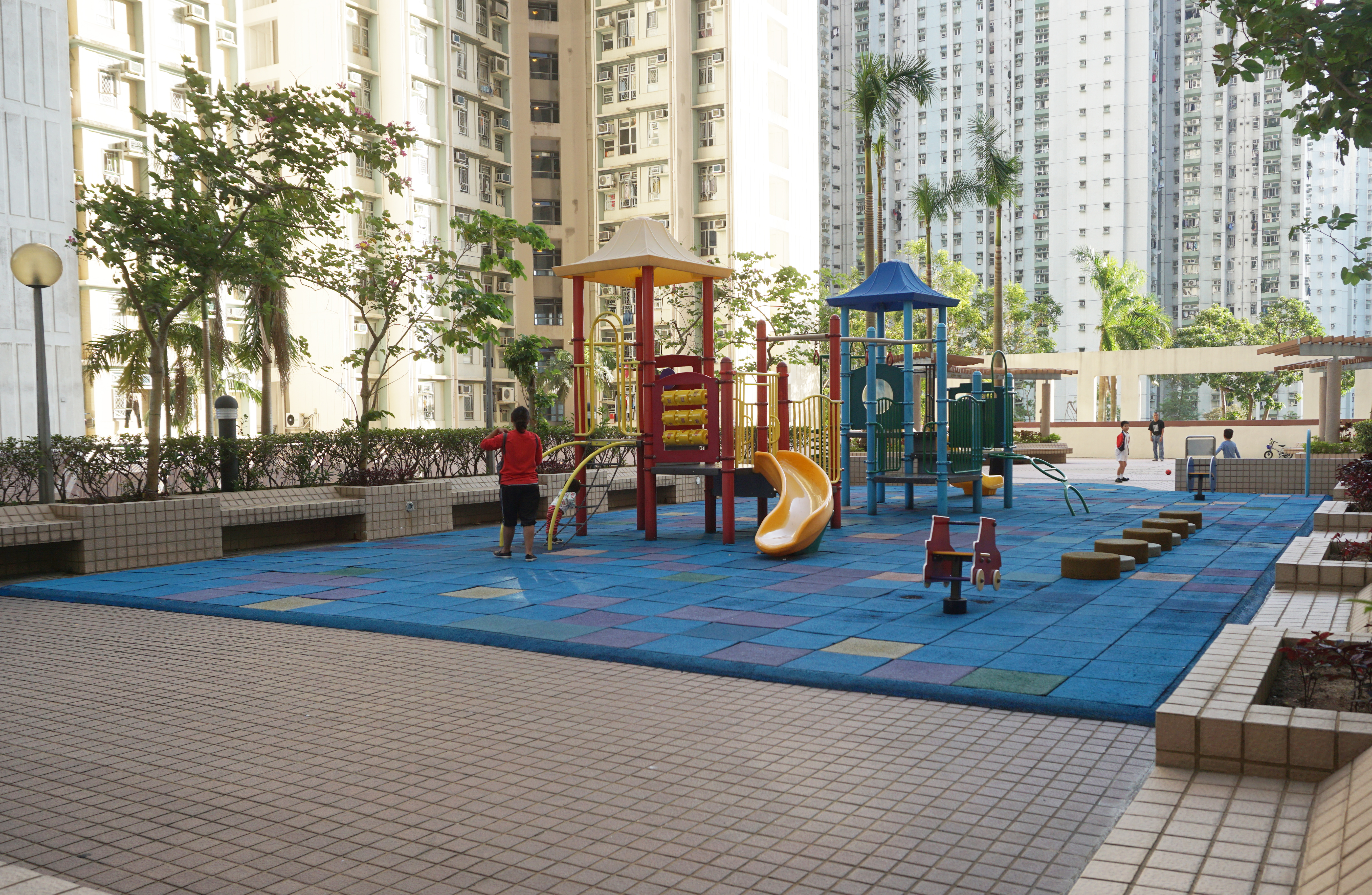
彈簧椅及兒童遊樂場

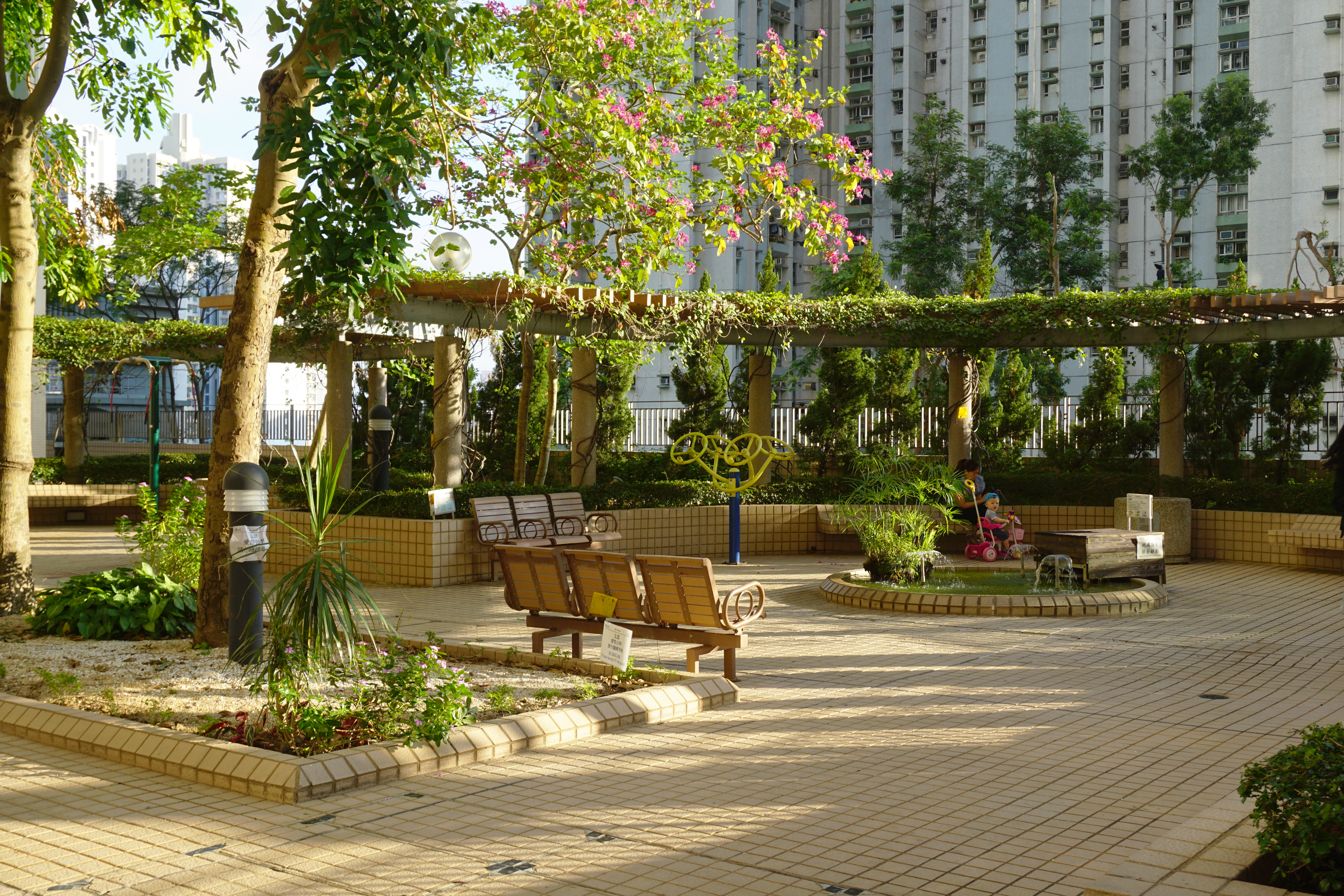
健體區及噴水池

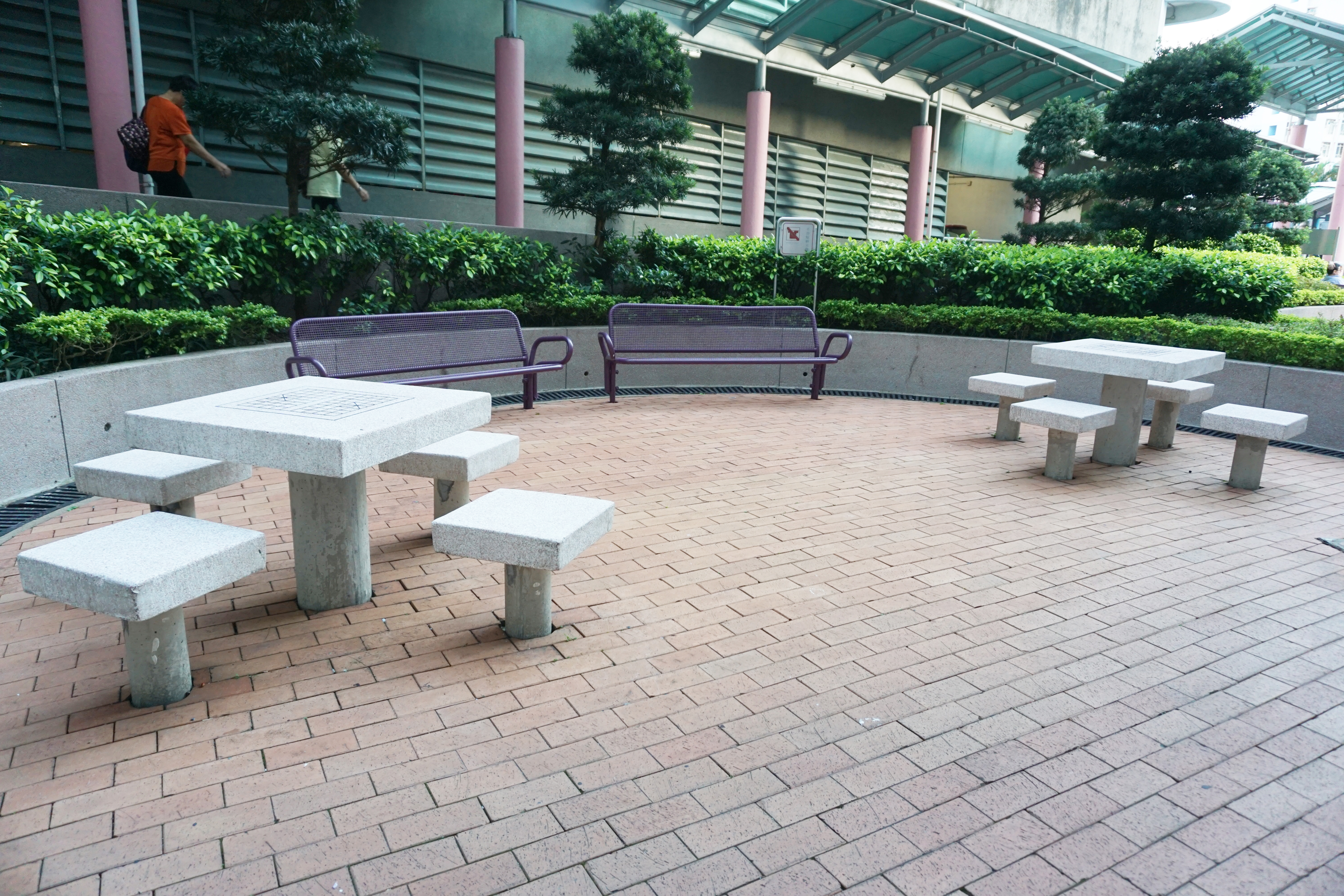
棋藝區

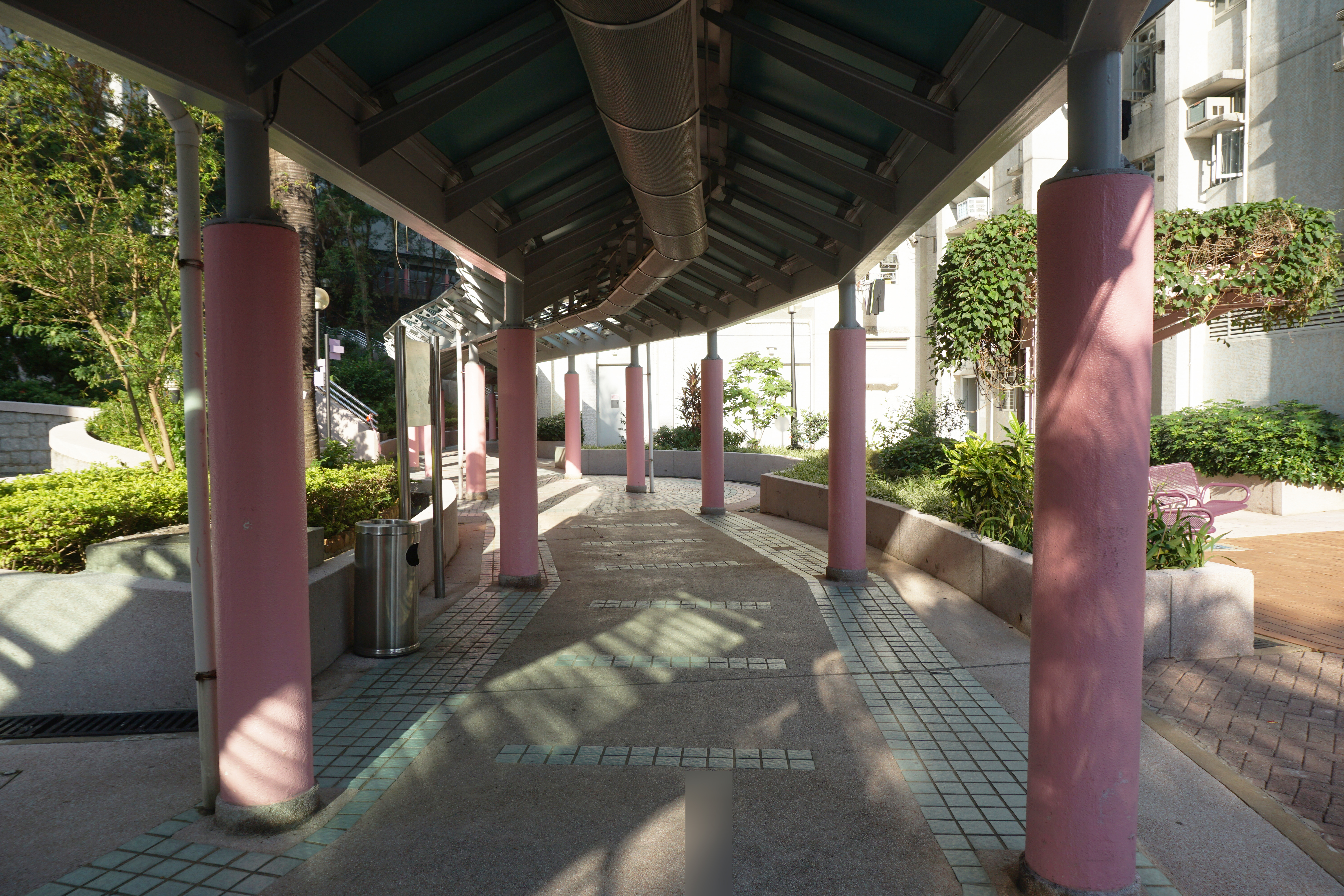
有蓋行人通道

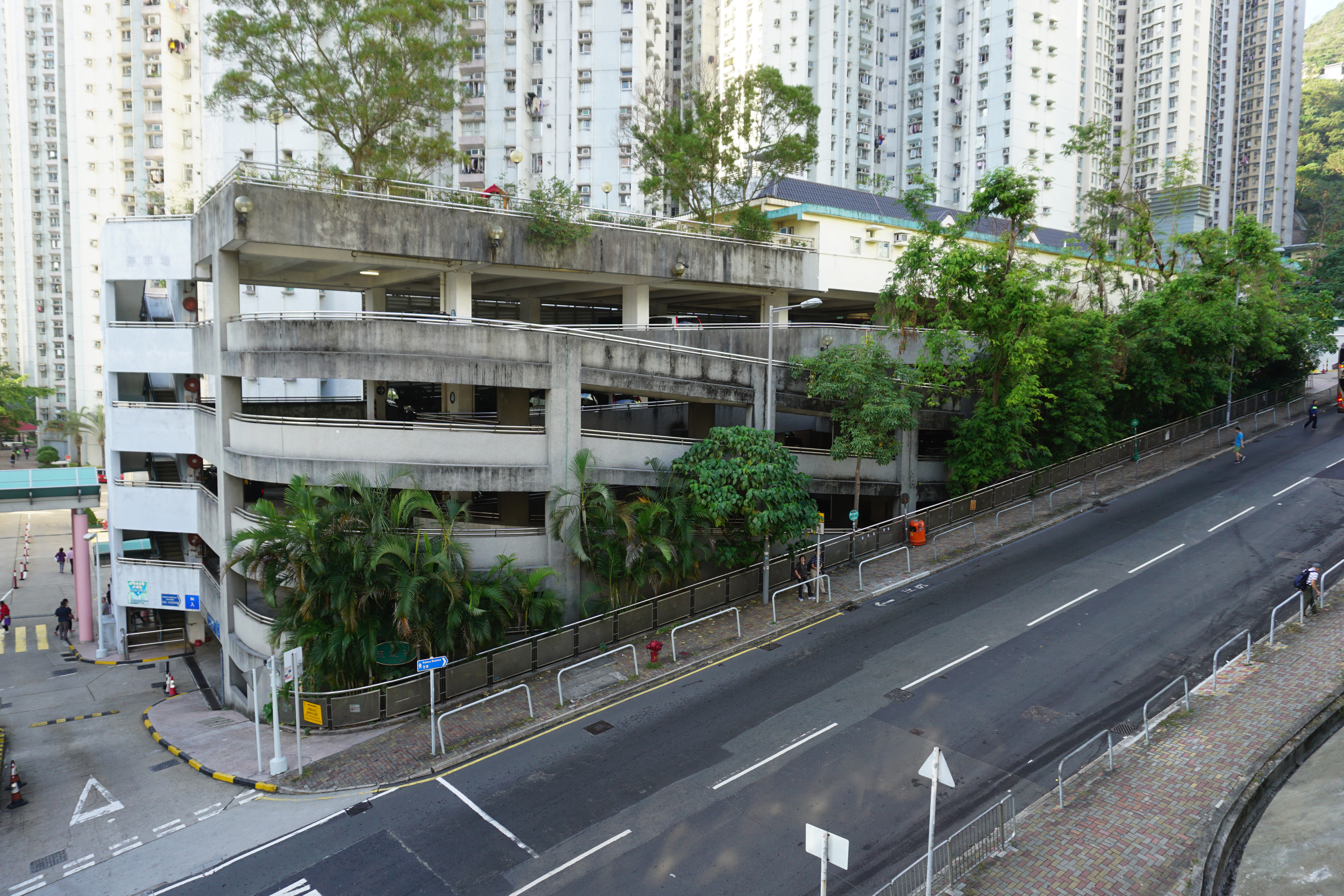
停車場

慈愛苑（英語：Tsz Oi Court）是香港房屋委員會的居屋屋苑之一，位於九龍黃大仙區慈雲山。不少慈愛苑居屋單位經補地價之後，已經可以用市值價格自由轉讓。

## 簡介

### 歷史
慈愛苑的前身為公共屋邨慈愛邨，該邨以往屬於慈雲山邨的一部份。由於慈雲山邨的規模較大，房委會為了方便管理，於1980年把慈雲山邨分拆為五個較小的屋邨，慈愛邨為其中之一，當時位於北部的第33至47座獲納入慈愛邨。由於慈愛邨鄰近山坡，方便罪犯匿藏，故當年此邨的罪案問題在五邨中最為嚴重（例如42-43座間空地曾有癮君子聚集注射毒品，並將海洛英藏於附近樓宇的管道內；而且，為免被劫，的士司機在晚上8時以後，會拒絕接載乘客到寧華街43-44座附近）。

### 重建計劃
政府曾於1983到84年間，為所有樓齡超過5年的公屋進行全面勘查，發覺有不少大廈的石屎強度均未達標準，當中有26座大廈更低至不能接受的地步，並有即時倒塌危險，該邨的第40座被納入「問題公屋」名單當中。這些「問題公屋」需儘快清拆，因此按照「擴展重建計劃」，早於1980年代後期清拆，當中於1989年清拆的第40座愛寧樓居民獲安置於同年竣工的黃大仙下（一）邨，提前遷出者則按遷出時間，分別遷往竹園南邨及竹園北邨。另外，第47座亦牽涉在問題公屋醜聞中，雖然不像40座般可優先重建，但亦於1989年進行重大維修工程，包括加裝橫跨半座樓宇的鋼架支撐，並修補外牆多處的石屎剝落；及後，該大廈亦在三年後連同另外五座樓宇拆卸。
透過「整體重建計劃」，該邨的舊型徙廈陸續清拆重建。
慈愛苑全屋苑分兩個地段，共12座大廈。慈愛苑第一期及第二期，位於新九龍內地段6211號，慈愛苑第三期則位於新九龍內地段6265號，每個地段有其獨立地契，大廈公契，屋苑管理處及管理基金。慈雲山（北）巴士總站一帶的土地是新九龍內地段6444號，即慈正邨的部分，位於上蓋，通稱「慈愛苑多層停車場」部分正式名字為「慈正三號停車場」。

#### 慈愛苑第一期及第二期（新九龍內地段6211號）
位於豐華街以東的第40至48座重建後獲納入慈正邨（不包括位於慈愛苑三期地界內的救世軍光慈學校），原慈樂邨北部（惠華街以北位置）在舊廈清拆後興建慈愛苑第一期及第二期，大致重用原有第40至48座的名字。位於新九龍內地段6211號，建有6座36層高的新十字型樓宇，共2100個單位，並由房屋署總建築師（4）設計。A及B座屬於居屋計劃第17期甲；而C，D，E及F座屬於居屋計劃第17期乙。

#### 慈愛苑第三期（新九龍內地段6265號）
而原慈愛邨西部（第33至39座）的舊廈及原救世軍光慈學校在清拆後，得以重建為慈愛苑第三期的G，H，J，K，L及M座，同樣大致重用原有徙廈的名字。慈愛苑第三期屬於居屋計劃第20期乙，屋苑位於新九龍內地段6265號，建有6座40層高的康和1型樓宇，共1920個單位，並由劉榮廣伍振民建築師事務所設計，於2000年4月8日竣工，半年後入伙。在此項目中，第二次採用了以往僅摩天大樓使用的框筒建築方式（而首個採框筒建築方式的資助房屋項目，為同公司建造的昌盛苑）。此外，慈愛苑三期亦是市區第一個落成的康和式居屋。

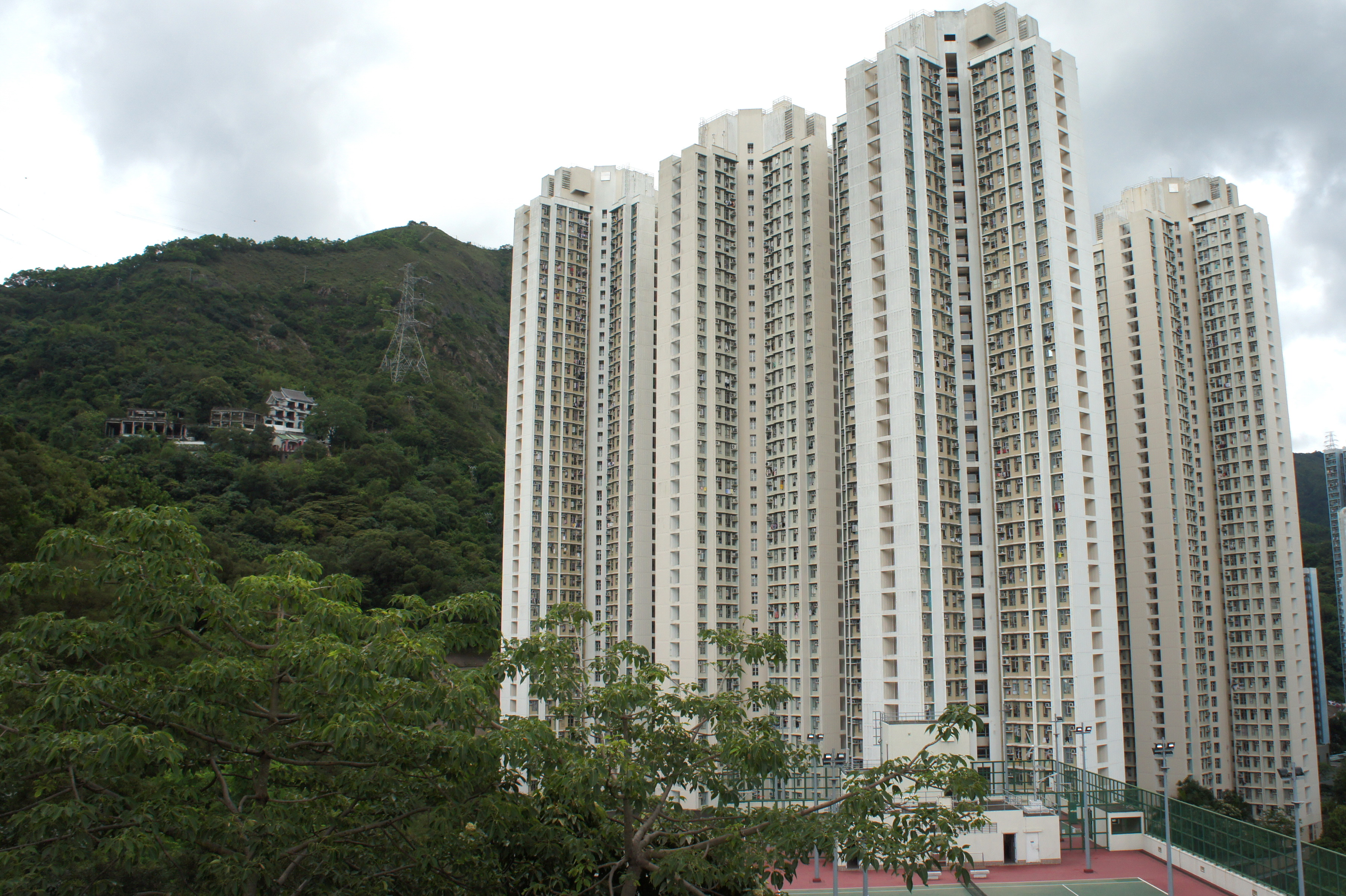
慈愛苑的北面外貌，前方為慈愛苑多層停車場的天台球場。左方山上可看到慈雲山觀音廟。
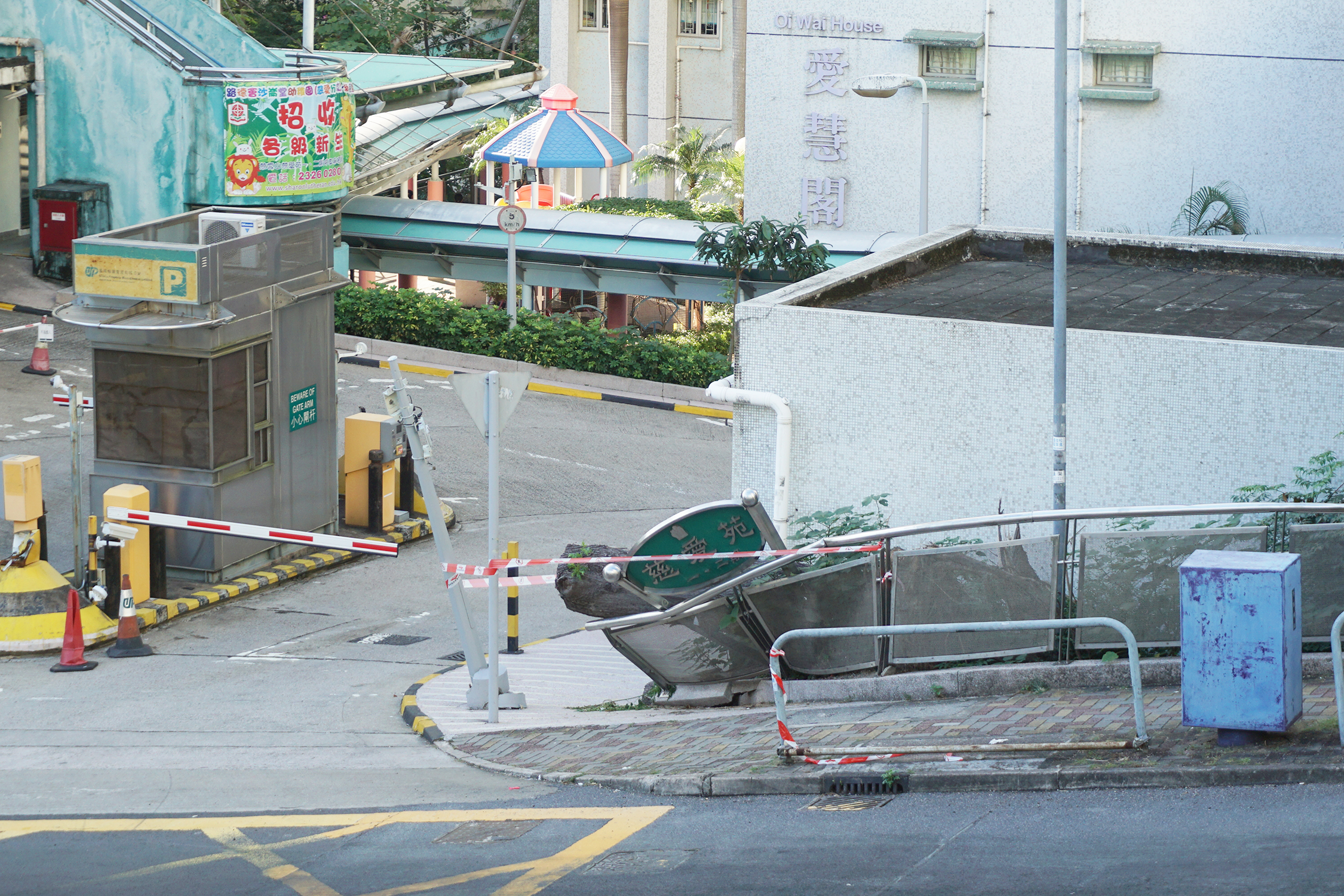
2018年超強颱風山竹正面襲港，吹塌大樹並壓毀慈愛苑入口招牌與圍欄

## 屋苑資料

### 現時樓宇
| 樓宇名稱（座號） | 樓宇類型       | 門牌號碼      | 落成年份 | 層數 | 每層伙數 | 單位數目（伙） | 建築師                   | 承建商   | 提供升降機的廠商 | 期數 |
| ---------------- | -------------- | ------------- | -------- | ---- | -------- | -------------- | ------------------------ | -------- | ---------------- | ---- |
| 愛慧閣（A座）    | 新十字型       | 雲華街2號     | 1997年   | 35   | 10       | 2100           | 房屋署總建築師（4）      | 中國建築 | 東芝             | 1    |
| 愛賢閣（B座）    | 新十字型       | 雲華街2號     | 1997年   | 35   | 10       | 2100           | 房屋署總建築師（4）      | 中國建築 | 東芝             | 1    |
| 愛勤閣（C座）    | 新十字型       | 雲華街2號     | 1997年   | 35   | 10       | 2100           | 房屋署總建築師（4）      | 中國建築 | 東芝             | 2    |
| 愛寧閣（D座）    | 新十字型       | 雲華街2號     | 1997年   | 35   | 10       | 2100           | 房屋署總建築師（4）      | 中國建築 | 東芝             | 2    |
| 愛仁閣（E座）    | 新十字型       | 雲華街2號     | 1997年   | 35   | 10       | 2100           | 房屋署總建築師（4）      | 中國建築 | 東芝             | 2    |
| 愛聰閣（F座）    | 新十字型       | 雲華街2號     | 1997年   | 35   | 10       | 2100           | 房屋署總建築師（4）      | 中國建築 | 東芝             | 2    |
| 愛富閣（G座）    | 康和一型第一款 | 慈雲山道120號 | 2000年   | 40   | 8        | 1920           | 劉榮廣伍振民建築師事務所 | 禮頓建築 | 東芝             | 3    |
| 愛裕閣（H座）    | 康和一型第一款 | 慈雲山道120號 | 2000年   | 40   | 8        | 1920           | 劉榮廣伍振民建築師事務所 | 禮頓建築 | 東芝             | 3    |
| 愛榮閣（J座）    | 康和一型第一款 | 慈雲山道120號 | 2000年   | 40   | 8        | 1920           | 劉榮廣伍振民建築師事務所 | 禮頓建築 | 東芝             | 3    |
| 愛華閣（K座）    | 康和一型第一款 | 慈雲山道120號 | 2000年   | 40   | 8        | 1920           | 劉榮廣伍振民建築師事務所 | 禮頓建築 | 東芝             | 3    |
| 愛康閣（L座）    | 康和一型第一款 | 慈雲山道120號 | 2000年   | 40   | 8        | 1920           | 劉榮廣伍振民建築師事務所 | 禮頓建築 | 東芝             | 3    |
| 愛祥閣（M座）    | 康和一型第一款 | 慈雲山道120號 | 2000年   | 40   | 8        | 1920           | 劉榮廣伍振民建築師事務所 | 禮頓建築 | 東芝             | 3    |

### 歷代樓宇
| 樓宇名稱（座號） | 樓宇類型 | 落成年份 | 拆卸年份 | 重建后原地所属的楼宇                              | 備註                             | 安置屋邨                                                  | 備註                                                                                                  |
| ---------------- | -------- | -------- | -------- | ------------------------------------------------- | -------------------------------- | --------------------------------------------------------- | --- |
| 愛富樓（33座）   | 第三型   | 1964年   | 1996年   | 慈愛苑G-M座                                       |                                  | 慈正邨                                                    | 樓宇名稱在重建後的慈愛苑獲得重用                                                                      |
| 愛裕樓（34座）   | 第三型   | 1964年   | 1996年   | 慈愛苑G-M座                                       |                                  | 慈正邨                                                    | 樓宇名稱在重建後的慈愛苑獲得重用                                                                      |
| 愛榮樓（35座）   | 第三型   | 1964年   | 1996年   | 慈愛苑G-M座                                       |                                  | 慈正邨                                                    | 樓宇名稱在重建後的慈愛苑獲得重用                                                                      |
| 愛華樓（36座）   | 第三型   | 1964年   | 1996年   | 慈愛苑G-M座                                       |                                  | 慈正邨                                                    | 樓宇名稱在重建後的慈愛苑獲得重用                                                                      |
| 愛福樓（37座）   | 第三型   | 1964年   | 1996年   | 慈愛苑G-M座                                       |                                  | 慈正邨                                                    | |
| 愛盛樓（38座）   | 第三型   | 1964年   | 1996年   | 慈愛苑G-M座                                       |                                  | 慈正邨                                                    | |
| 愛康樓（39座）   | 第三型   | 1964年   | 1996年   | 慈愛苑G-M座                                       | 樓宇名稱在重建後的慈愛苑獲得重用 | 慈正邨                                                    | |
| 愛寧樓（40座）   | 第四型   | 1966年   | 1989年   | 慈正邨正德樓 而相連小學重建後成為慈愛苑三期遊樂場 | 樓宇名稱在重建後的慈愛苑獲得重用 | 26座問題公屋之一                                          | 順天邨 竹園南邨 竹園北邨 黃大仙下（一）邨（遷往黃大仙下邨者中途暫住慈安邨安合樓，待樓宇落成隨即遷入） |
| 愛仁樓（41座）   | 第三型   | 1966年   | 1992年   | 慈正邨正和樓                                      | 樓宇名稱在重建後的慈愛苑獲得重用 | 只有兩層高，為一所青年中心， 沒有居住單位，但有座號及名稱 | 東頭邨 鳳德邨                                                                                         |
| 愛善樓（42座）   | 第三型   | 1966年   | 1992年   | 慈正邨正和樓                                      | 當年慈雲山治安情況最為惡劣的區域 | 樓宇名稱在愛東邨獲得重用                                  | 東頭邨 鳳德邨                                                                                         |
| 愛聰樓（43座）   | 第四型   | 1967年   | 1995年   | 慈正邨正和樓                                      | 當年慈雲山治安情況最為惡劣的區域 | 慈樂邨                                                    | 樓宇名稱在重建後的慈愛苑獲得重用                                                                      |
| 愛慧樓（44座）   | 第四型   | 1967年   | 1995年   | 慈正邨正怡樓、正泰樓                              | 當年慈雲山治安情況最為惡劣的區域 | 慈樂邨                                                    | 樓宇名稱在重建後的慈愛苑獲得重用                                                                      |
| 愛賢樓（45座）   | 第三型   | 1965年   | 1992年   | 慈正邨正暉樓                                      |                                  | 東頭邨 鳳德邨                                             | 樓宇名稱在重建後的慈愛苑獲得重用                                                                      |
| 愛達樓（46座）   | 第三型   | 1965年   | 1992年   | 慈正邨正暉樓                                      | 樓宇名稱在安達邨獲得重用         | 東頭邨 鳳德邨                                             | |
| 愛勤樓（47座）   | 第四型   | 1966年   | 1992年   | 慈正邨正暉樓                                      | 樓宇名稱在重建後的慈愛苑獲得重用 | 東頭邨 鳳德邨                                             | |

以粗體字標示的樓宇表示在拆卸前曾加裝鋼柱支撐

## 教育設施

### 現存

#### 幼稚園
- 路德會沙崙堂幼稚園（慈愛分校）（1997年創辦）（位於慈愛苑停車場頂層）

已結束
- 肖霞幼稚園（2000年創辦）（位於慈愛苑第3期屋苑辦事處大樓地下）

### 已拆卸

#### 小學
- 救世軍光慈學校（1968年創辦，相連第40座，因26座問題公屋，於1987年遷往杏花邨並易名救世軍韋理夫人紀念學校）
- 聖鮑思高小學（1966年創辦，相連第47座，於1991年隨屋邨清拆而結束）
- 紅十字會慈雲山學校（1968年創辦，位於第47座及聖鮑思高小學的地庫層，於1991年隨屋邨清拆而結束）

## 事件
2023年7月8日，愛勤閣13樓一單位發生火警，消防派出兩條喉及兩隊煙帽隊灌救。事件中有3人不適送院，約100人疏散到安全地方暫避，有30人逃到天台。火警後大廈外牆被熏黑。

## 外部連結
- 房委會慈愛苑資料 （页面存档备份，存于）
- 鏗鏘集: 喬遷之喜 (有關慈愛邨清拆, 1996年9月22日) （页面存档备份，存于）
- 香港地方: － 討論文庫 － 慈雲山村及新田圍村 （页面存档备份，存于）
- . （原始内容存档于2000-05-25）.